# Louis-Albert Vachon
Louis-Albert Vachon (Saint-Frédéric de Beauce, 4 febbraio 1912 – Québec, 29 settembre 2006) è stato un cardinale e arcivescovo cattolico canadese.

## Biografia
Ordinato sacerdote l'11 giugno 1938, si laureò in filosofia presso l'Università Laval nel 1947; trasferitosi a Roma perfezionò gli studi di teologia presso la Pontificia Università San Tommaso d'Aquino o Angelicum ottenendo il dottorato.
Rientrato in patria tornò all'Università di Laval in qualità di docente di teologia dove rimase fino al 1955 quando fu nominato superiore del seminario di Québec. Tornò ancora una volta all'Università Laval in qualità di vice-rettore, incarico che ricoprì per un anno prima di essere nominato rettore nel 1960 mantenendo la carica fino al 1972.
Sempre nel 1960 fu nominato vicario generale dell'arcidiocesi di Québec.
Il 4 aprile 1977 fu nominato vescovo titolare di Mesarfelta ed ausiliare di Québec da papa Paolo VI; fu consacrato vescovo dall'allora arcivescovo, il cardinale Maurice Roy, coconsacranti l'arcivescovo Jean-Marie Fortier ed il vescovo Lionel Audet.
Papa Giovanni Paolo II lo scelse come nuovo arcivescovo di Québec e primate del Canada, accettando le dimissioni del cardinal Roy, il 20 marzo 1981.
Nel concistoro del 25 maggio 1985 fu creato e pubblicato cardinale del titolo di San Paolo della Croce a Corviale.
Il 17 marzo 1990 furono accettate le sue dimissioni dalla guida dell'arcidiocesi.
Morì a Québec il 29 settembre 2006. La salma fu tumulata nella cripta della basilica-cattedrale di Notre-Dame de Québec.

## Genealogia episcopale e successione apostolica
La genealogia episcopale è:
- Cardinale Scipione Rebiba
- Cardinale Giulio Antonio Santori
- Cardinale Girolamo Bernerio, O.P.
- Arcivescovo Galeazzo Sanvitale
- Cardinale Ludovico Ludovisi
- Cardinale Luigi Caetani
- Cardinale Ulderico Carpegna
- Cardinale Paluzzo Paluzzi Altieri degli Albertoni
- Papa Benedetto XIII
- Papa Benedetto XIV
- Cardinale Enrico Enriquez
- Arcivescovo Manuel Quintano Bonifaz
- Cardinale Buenaventura Córdoba Espinosa de la Cerda
- Cardinale Giuseppe Maria Doria Pamphilj
- Papa Pio VIII
- Papa Pio IX
- Arcivescovo Armand-François-Marie de Charbonnel, O.F.M.Cap.
- Arcivescovo John Joseph Lynch, C.M.
- Cardinale Elzéar-Alexandre Taschereau
- Cardinale Louis Nazaire Bégin
- Arcivescovo Paul Bruchési
- Arcivescovo Joseph-Guillaume-Laurent Forbes
- Cardinale Jean-Marie-Rodrigue Villeneuve, O.M.I.
- Cardinale Maurice Roy
- Cardinale Louis-Albert Vachon

La successione apostolica è:
- Arcivescovo Maurice Couture, R.S.V. (1982)
- Vescovo Marc Leclerc (1982)
- Arcivescovo André Gaumond (1985)
- Vescovo Martin Veillette (1986)
- Vescovo Joseph Paul Pierre Morissette (1987)
- Vescovo Clément Fecteau (1989)